# Alrakis
Alrakis (Mi Draconis, μ Dra) – jedna z gwiazd widocznych gołym okiem w konstelacji Smoka. Znajduje się około 90 lat świetlnych od Słońca i wskazuje koniec języka wyobrażonej figury Smoka

## Nazwa
Tradycyjna nazwa gwiazdy, Alrakis, pochodzi od arabskiej nazwy ‏الراقص‎ al-Rāqiṣ, która oznacza „Kłusujący Wielbłąd” lub (dosłownie) „Tancerz”. Alrakis oraz β Dra (Rastaban), γ Dra (Eltanin), ν Dra (Kuma) i ξ Dra (Grumium) były nazywane przez Arabów ‏العوائذ‎ ’al-‘Awā’idh, „matki wielbłądzice”, a przez Europejczyków Quinque Dromedarii. Międzynarodowa Unia Astronomiczna zatwierdziła użycie nazwy Alrakis dla określenia tej gwiazdy.

## Właściwości fizyczne
Alrakis to układ podwójny lub według nowszych badań – potrójny. Dwie gwiazdy tworzące układ podwójny są widoczne na niebie w odległości kątowej 2,4″ (w 2015 r.) i obiegają się z okresem 672 lat. Są to bardzo podobne żółto-białe karły reprezentujące typ widmowy F6, o wielkości gwiazdowej odpowiednio 5,66m (μ Dra A) i 5,69m (μ Dra B}. Gwiazdy dzieli w przestrzeni średnio   109 au, ze względu na duży mimośród orbity zbliżają się na dystans 62 au i oddalają na 156 au. Łączna masa gwiazd to 2,9 M☉.
Trzeci składnik to gwiazda o wielkości 13,7m, znajdująca się 12,6″ (w 2006 r.) od Mi Draconis A. Jeśli jest związana grawitacyjnie z centralną parą (co nie jest jeszcze pewne) to znaczy, że jej odległość wynosi co najmniej 360 au, a okres obiegu ponad 4000 lat. Jest to prawdopodobnie czerwony karzeł o typie widmowym M4.